# Amtsgericht Eschershausen

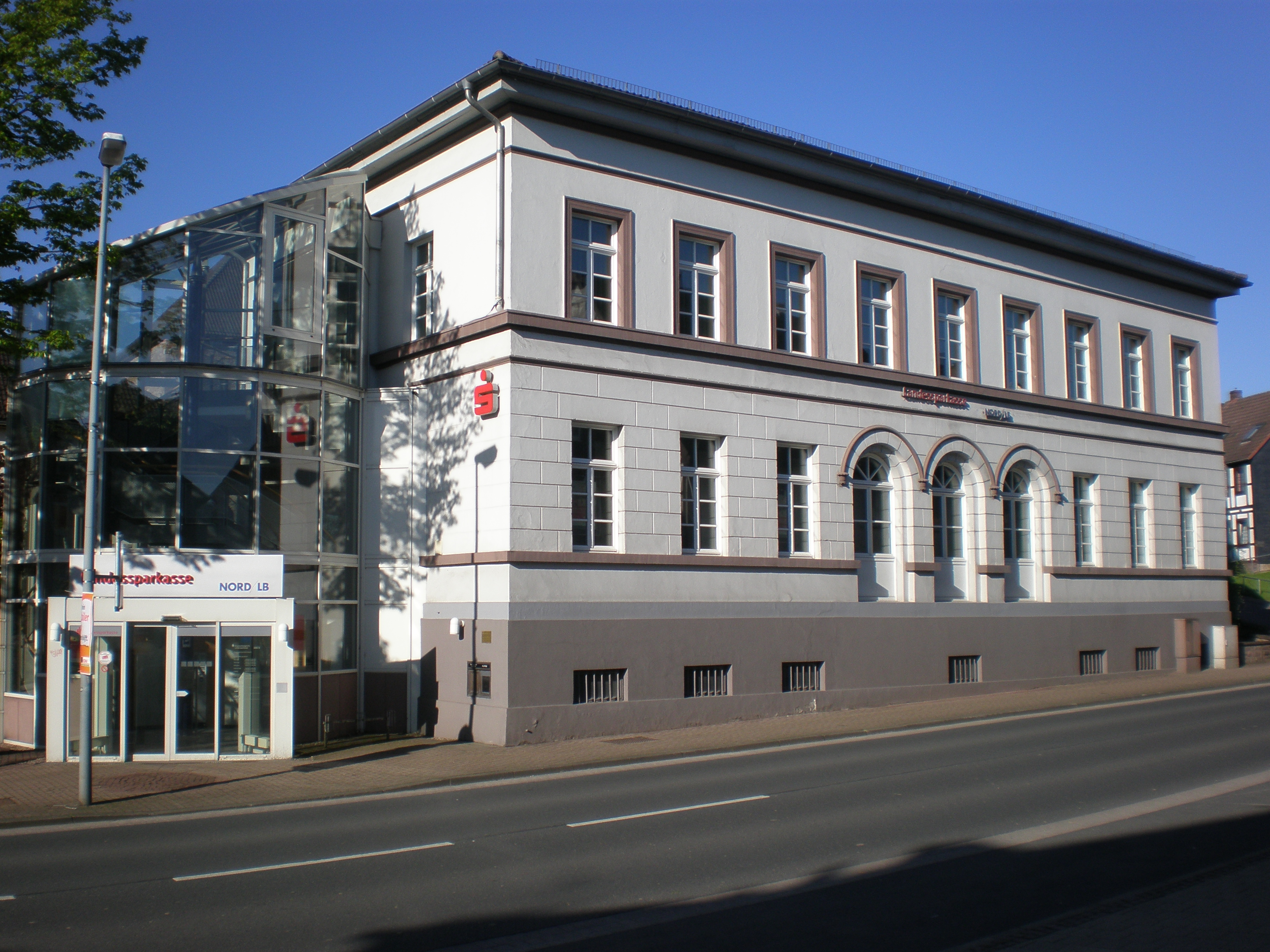
Amtsgerichtsgebäude

Das Amtsgericht Eschershausen war ein deutsches Amtsgericht mit Sitz in Eschershausen.

## Geschichte

### Von der Märzrevolution bis zu den Reichsjustizgesetzen
Im Herzogtum Braunschweig waren die Ämter gleichzeitig Verwaltungsbehörde als auch Eingangsgericht. In Eschershausen bestand das Amt Eschershausen. Im Rahmen der Märzrevolution wurde 1848 auch die Trennung der Rechtsprechung von der Verwaltung gefordert. Diese wurde mit dem Gesetz, die Gerichtsverfassung betreffend vom 21. August 1849 umgesetzt. Die Kreise waren nun reine Verwaltungsorgane, die Gerichtsfunktion wurde zum 1. Juli 1850 speziellen Gerichten übertragen. An der Spitze stand das Obergericht Braunschweig, darunter bestand ein Kreisgericht in jedem Kreis und die Eingangsgerichte wurden als Stadt- bzw. Amtsgericht bezeichnet. Für den Landkreis Holzminden entstand so das Kreisgericht Holzminden und darunter das Amtsgericht Eschershausen als eines von 22 Amtsgerichten des Herzogtums. Der Sprengel des Amtsgerichts umfasste 1863 einer Stadt und 28 Dörfer mit 11.884 Einwohnern.

### Ab 1879
Im Rahmen der Reichsjustizgesetze wurden reichsweit einheitlich Oberlandes-, Land- und Amtsgerichte gebildet. Im Herzogtum Braunschweig entstand so das Oberlandesgericht Braunschweig und die Landgerichte Braunschweig und Holzminden. Das Amtsgericht Eschershausen blieb bestehen und war nun eines der acht Amtsgerichte, die dem Landgericht Holzminden zugeordnet waren. Am Gericht bestanden 1880 zwei Richterstellen. Das Amtsgericht war damit ein größeres Amtsgericht im Landgerichtsbezirk. Es wurden 11.279 Gerichteingesessene gezählt.
Das Landgericht Braunschweig wurde 1890 mit dem Landgericht Holzminden vereinigt, das sich wegen seiner schwachen Auslastung als unwirtschaftlich erwies. Damit wurde das Landgericht Braunschweig das einzige Landgericht im Oberlandesgerichtsbezirk Braunschweig, es war in dieser Zeit für 24 Amtsgerichte, darunter dem Amtsgericht Eschershausen, zuständig.
1973 wurde das Amtsgericht Eschershausen aufgehoben. Seinen Sprengel übernahm das Amtsgericht Holzminden.

## Amtsgerichtsgebäude
Das frühere Amtsgerichtsgebäude (Steinweg 10) steht unter Denkmalschutz. Es wird heute von der Sparkasse genutzt.